# Bertil von Wachenfeldt
Bertil von Wachenfeldt   (Storvik, 4 de març de 1909 - Göteborg, 30 de setembre de 1995) fou un atleta suec, especialista en curses de velocitat, que va competir durant les dècades de 1920 i 1930.
El 1928 va prendre part en els Jocs Olímpics d'Estiu d'Amsterdam, on fou quart en la prova dels 4x400 metres relleus del programa d'atletisme. No fou fins al 1936 quan disputà els seus segons i darrers Jocs. A Berlín disputà dues proves del programa d'atletisme. Fou cinquè en la cursa dels 4x400 metres relleus, mentre en la dels 400 metres quedà eliminat en sèries.
En el seu palmarès destaquen tres medalles de bronze al Campionat d'Europa d'atletisme, dues el 1934 i una el 1938. També guanyà dos campionats nacionals dels 400 metres, el 1935 i 1938 i va establir els rècords nacionals dels 300 i 400 metres.

## Millors marques
- 400 metres. 47.8" (1937)[1][4]